# Золотой лук
«Золотой лук» — фантастический роман в двух томах Генри Лайона Олди (Дмитрия Громова и Олега Ладыженского), впервые изданный в 2021 году. Роман относится к «Ахейскому циклу» и является приквелом романов «Герой должен быть один» и «Внук Персея». В романе миф о Беллерофонте переосмысляется через историю его происхождения.
Роман состоит из двух книг: «Если герой приходит» и «Всё бывает». Названия книг взяты из книги Якова Голосовкера «Сказания о титанах», где фигурирует фраза «Если герой приходит, всё бывает». Эта фраза присутствует и в первой, и во второй книге романа, звуча в ключевые моменты, связанные с рождением главного героя Беллерофонта и укрощением Пегаса. Заглавие всего романа «Золотой лук» намекает на имя великана Хрисаора (др.-греч. Χρυσάωρ — «золотой меч»), сына Посейдона и Медузы Горгоны. Согласно древнегреческой мифологии, Хрисаор родился с золотым мечом в руках, но в романе Олди его оружие превращается то в меч аор, то в лук.

## Мир и сюжет
«Золотой лук» — с точки зрения хронологии событий первый роман из «Ахейского цикла» Олди. Действие происходит в эпоху, когда боги разгуливали по земле рядом с людьми, когда почти никого не удивляли великаны с тремя телами и крылатые кони. Это мир номоса, ещё не ставшего миром космоса, с другими пространством и временем, с отсутствием богов и чудовищ, кроме тех, что живут у людей внутри.
Герой романа, Гиппоной, сын правителя Эфиры (Коринфа) и внук Сизифа, в детстве получил прозвище Беллерофонт («метатель-убийца»). В книге первой он растёт, мужает, набирается опыта и прощается с детством. В книге второй изображён уже выросший герой, расставшийся с иллюзиями и утративший наивность, сменяющуюся унаследованными от деда хитростью, изобретательностью и осторожностью. Случайно убивший собственного брата, Беллерофонт отправляется в Аргос, намереваясь просить его правителя совершить очищение от греха. Обстоятельства ведут Беллерофонта к обузданию Пегаса и сражению с Химерой…

## Литературные особенности
В романе «Золотой лук» миф о Беллерофонте трансформирован в традициях так называемого мифологического реализма. В произведении присутствуют интересный мифологический мир, необычный взгляд на знакомые читателям мифы, особое внимание к атрибутике, быту и нравам Коринфа, Аргоса и Ликии, тщательно проработанная система лейтмотивов, осовременивание и очеловечивание богов, импрессионистский стиль, ирония и точно отмеренная доза пафоса, гармония внешнего и внутреннего сюжета, яркий финал. «Золотой лук» — эффектная и очень стройная история о связи героя и чудовища: не о том, что убийца дракона сам становится драконом, а, вероятно, о том, что временами герой и есть дракон.
Вторая книга намного ярче первой, более ровной. Во второй книге главное для авторов — внутренний сюжет, эволюция Беллерофонта, для которого характерны почти гамлетовская склонность к рефлексии и мучительное стремление познать себя, чтобы затем едва не сбежать от этого. Беллерофонт то признаёт справедливость своего новообретённого имени («Метатель-Убийца»), то спорит с ним, пытаясь не допускать бессмысленных актов насилия. При этом он, в соответствии с особенностями античной трагедии, то и дело проигрывает битву с судьбой и, вопреки своему желанию, сеет смерть.